# Стримівка (зупинний пункт)
Стри́мівка — пасажирський залізничний зупинний пункт Шевченківської дирекції Одеської залізниці на електрифікованій лінії Імені Тараса Шевченка — Чорноліська між зупинними пунктами Платформа 260 км (1 км) та Соснівка (1 км). Розташований в однойменному селі Кропивницького району Кіровоградської області.

## Пасажирське сполучення
На зупинному пункті Стримівка зупиняються приміські електропоїзди до станцій Імені Тараса Шевченка, Цвіткове, Знам'янка-Пасажирська.